# 친박연대 (2012년)
친박연대는 대한민국의 정당이다.

## 역사
한미준(한국의 미래를 준비하는 당)의 초대 당대표였고 2007년 한나라당 대통령후보경선 당시 박근혜후보 대선캠프에서 사이버문화위원장을 역임한 이용휘가 주축이 되어 2011년 영남신당 창당준비위원회를 조직하였고, 자유평화당(대표 이태희)에 합쳐 영남신당자유평화당(약칭:영남신당)이 됐다. 이어서 3월 5일에는 한나라당으로 당명을 변경하였다.
이 당명은 새누리당이 2012년 2월까지 사용한 것으로, 새누리당은 '한나라당'의 탄생에 반발했다. 아시아경제는 영남신당의 명칭 변경을 "총선을 앞두고 영남권에서 유권자를 혼란시켜 새누리당(옛 한나라당)이 갖고 있는 지지도를 일부 흡수하려는 움직임"이라고 풀이했다.
이에 한나라당 이용휘 대표최고위원은 경향신문과의 인터뷰에서 새누리당의 반발에 대해 "도둑 심보"라고 말했다. "길에 굴러다니는 걸 주운 우리보다 버리고나서 아쉬워하는 그들이 더 웃기다."며 "새누리당도 선거를 코앞에 두고 정략적으로 당명을 바꾸지 않았나. 버릴 땐 언제고 이제는 ‘한나라당'이 좋다는 것인지 황당하다."고 말했다.
한나라당 이태희 대표는 "민주당이나 새누리당을 제치고 1당도 가능하다. 이번 한나라당은 기존의 영남 중심의 정당이나 악습과 폐습에서 벗어난 완벽한 당이기 때문"이라고 말했지만 2012년 4월 11일에 실시된 대한민국 제19대 총선의 정당득표에서 등록 취소 요건 2%보다 낮은 0.85%를 얻어 등록이 취소되었다.

### 2012년 총선 이후
총선 이후 한나라당 이태희 대표는 '새한나라당', 이용휘 대표최고위원은 '희망한나라당' 창당을 밝혀 두 세력이 분리하였다. 2012년 5월 16일 중앙선관위에 '희망! 한나라당' 창당준비위원회를 등록했다. 2012년 11월 1일 한국프레스센터에서 '희망한나라당' 창당대회를 개최하고, 대표에는 이은영 대구광역시 동구 의회 의원을, 사무총장에는 임원식 전 경상북도 도의원을 선출했다.
제18대 대통령선거를 앞두고 ‘희망한나라당’은 2012년 12월 8일 오후 4시 중앙당사에서 개최된 ‘최고위원 및 전국시도당대표자 연석회의’에서, “제18대 대통령선거는 역사의 변곡점에 선 대한민국이 ‘미래로 전진하느냐’, ‘과거로 회귀하느냐’ 하는 중차대한 선거이자, 과거회귀세력과 미래지향세력 간의 물러설 수 없는 한판 전쟁”이며,“희망한나라당의 ‘강령’과 ‘시대정신’에 가장 적합한 후보는 ‘문재인 후보’라고 판단되어, 당력을 다해 대통령에 당선 시켜서, 박근혜를 숙주로 박정희시대의 유신망령을 깨우려는 극우세력의 부활을 막고, 미래한국의 새정치시대를 여는 정치혁명의 불쏘시개가 되고자 한다”면서, "국민연대후보인 문재인 후보에 대한 적극적 지지를 선언한다" 고 밝혔다.
2013년 6월 22일 새정치국민의당(약칭: 새정치당)으로 당명을 변경하기로 결의했다. 7월 4일에는 중앙선거관리위원회에서 당명 변경이 수리되었다. 2014년 현재 안철수가 새정치를 표방하여 새정치연합이라는 당명을 정하자 갈등을 빚고 있다.
2015년 말 “개혁국민신당”으로 당명을 변경하였다.
2017년 11월에는 당명을 “친박연대”로 변경하였다.
2018년 제7회 전국동시지방선거 이후 4년간 어떠한 선거에도 참여하지 않아 정당 등록이 취소되었다.

## 주요 선거 기록
| 실시년도 | 선거      | 국회정원    | 당선자 현황 (지역구/비례대표) | 득표율 |
| -------- | --------- | ----------- | ----------------------------- | ------ |
| 2012년   | 19대 총선 | 300(246/54) | 0                             | 1.1%   |